# Pringleïta
La pringleïta és un mineral de la classe dels borats. Rep el seu nom en honor de Gordon J. Pringle (1944–), mineralogista del Geological Survey of Canada,
Ottawa, Canadà.

## Característiques
La pringleïta és un borat de fórmula química Ca9B26O34(OH)24Cl₄·13H₂O. Cristal·litza en el sistema triclínic. Es troba en forma de cristalls subèdrics a anèdrics, d'aproximadament a 2 mil·límetres, en agregats laminars. La seva duresa a l'escala de Mohs es troba entre 3 i 4. És l'espècie dimorfa triclínica de la ruitenbergita.
Segons la classificació de Nickel-Strunz, la pringleïta pertany a «06.GD - Megatectoborats» juntament amb els següents minerals: ruitenbergita i metaborita.

## Formació i jaciments
És un mineral rar, que es troba en dipòsits d'evaporites. Va ser descoberta l'any 1933 a la mina Potash Corporation of Saskatchewan, a Penobsquis (Nova Brunswick, Canadà). També ha estat descrita a altres dos indrets canadencs: al dipòsit de Clover Hill (Hammond Parish) i al dipòsit de Millstream (Studholm Parish). Sol trobar-se associada a altres minerals com: hilgardita, halita, ruitenbergita, silvina, anhidrita, quars i argiles.